# سیارک ۷۰۴۸
سیارک ۷۰۴۸ (به انگلیسی: 7048 Chaussidon، نامگذاری:1981EH34) هفت هزار و چهل و هشتمین سیارک کشف شده‌است که در ۲ مارس ۱۹۸۱ کشف شد.
قدر مطلق سیارک برابر ۲۶.۹ است.